# Desa Wargajaya (administrativ by i Indonesien, lat -6,53, long 106,54)
Desa Wargajaya är en administrativ by i Indonesien.   Den ligger i provinsen Jawa Barat, i den västra delen av landet, 50 km sydväst om huvudstaden Jakarta.